# Trinatriumcitrat

Trinatriumcitrat, eller Na_{3}C_{6}H_{5}O_{7}

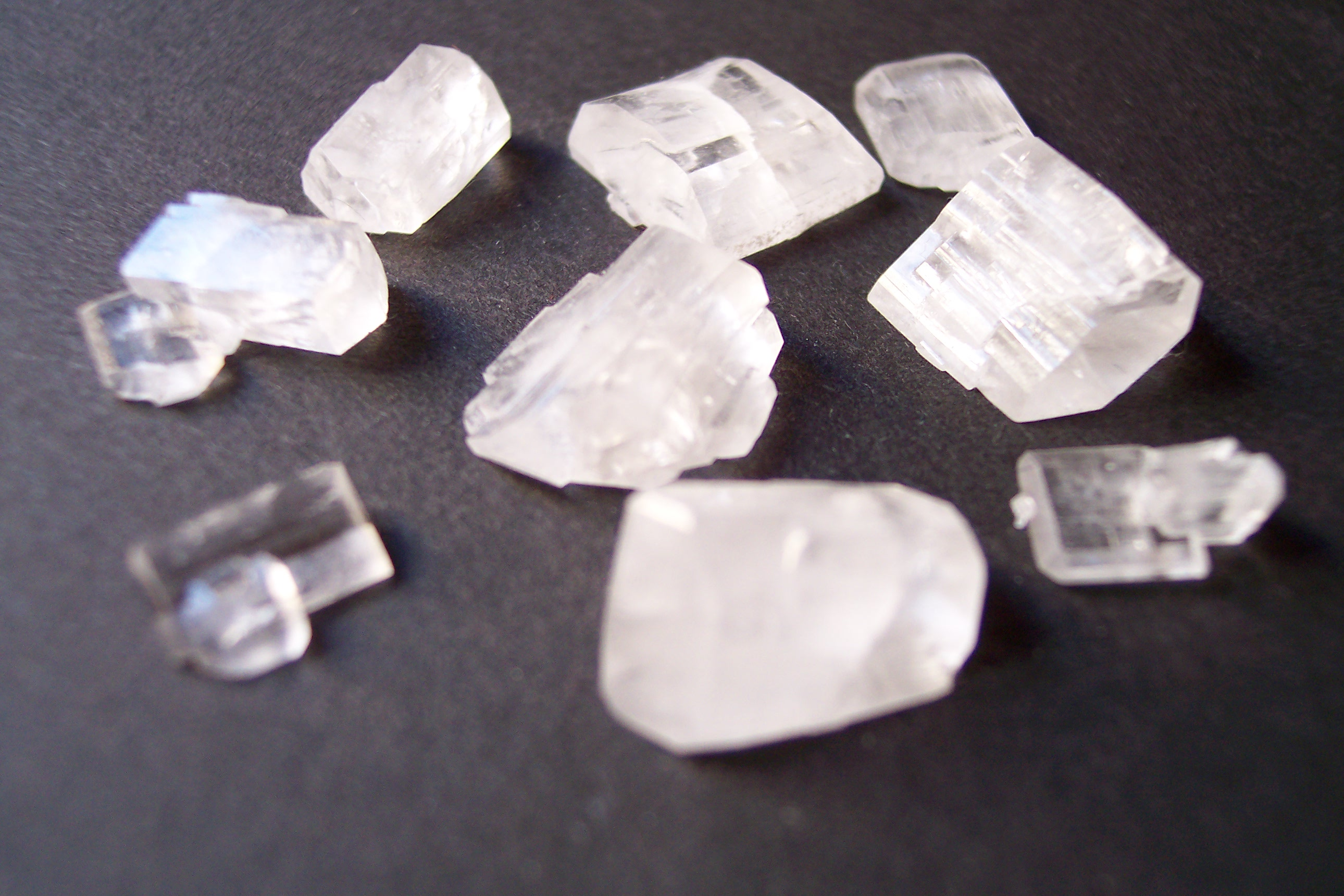
Trinatriumcitrat

Trinatriumcitrat är ett salt av citronsyra. Det produceras genom en neutralisering av citronsyra med hjälp av natriumhydroxid och en påföljande kristallisering.
Trinatriumcitrat finns i granulerad form. Den är lättlöslig i vatten, lösligheten ökar med en höjning av temperaturen. I en 5-procentig lösning ligger pH-värdet på cirka 8.
Trinatriumcitrat har E-nummer E 331.
Trinatriumcitrat är det vanligaste buffertsaltet för citronsyra och används i alla typer av livsmedel, främst i godis. Ett annat stort användningsområde är i slakterier, där det används för att förhindra att blod koagulerar, mer känt som blodsalt. 
Trinatrumcitrat används även som emulgeringsmedel i t.ex. ostsås. Om ost smälter skär sig ofta fettet från mjölkproteinet. Med hjälp av trinatrumcitrat kan osten få en fin och slät konsistens.